# اتحاد داهوميان التقدمي
اتحاد داهومي التقدمي (بالفرنسية: Union Progressiste Dahoméenne)‏ كان حزبًا سياسيًا في داهومي.

## التاريخ
تأسس الحزب في أبريل 1946 من قبل أوغستين كوكو أزانغو وإميل ديرلين زينسو، وكان أول حزب سياسي في الإقليم.   كان في البداية تابعا للتجمع الديمقراطي الأفريقي، لكنه أسقط ارتباطه في عام 1948.  أدى الانفصال في عام 1946 إلى إنشاء كتلة الشعوب الأفريقية،  لكن الحزب فاز في انتخابات المجلس العام 1946-1947، حيث حصل على 20 مقعدًا من أصل 30 مقعدًا. 
حدث انفصال آخر بين عامي 1950 و1951، عندما غادر هوبير ماغا لتأسيس المجموعة العرقية في الشمال بتشجيع من روجر بيرتي، المسؤول الفرنسي في المنطقة الشمالية. كما ترك سورو ميغان أبيثي الحزب عام 1951 ليؤسس حزب داهومي الجمهوري.
بعد خسارة انتخابات الجمعية الإقليمية لعام 1952 أمام الحزب الجمهوري في داهومي، شكل الحزب تحالفًا مع كتلة الشعوب الأفريقية، مما أدى إلى إنشاء اتحاد داهوميان الديمقراطي في عام 1955. 